# Euderces picipes
Euderces picipes es una especie de escarabajo longicornio del género Euderces, tribu, Tillomorphini, subfamilia Cerambycinae. Fue descrita por Fabricius en 1787.

## Descripción
Mide 5-9 mm de longitud.

## Distribución
Se distribuye por Canadá y Estados Unidos.